# リサ・フォンサグリーヴス
リサ・フォンサグリーヴス （Lisa Fonssagrives、1911年5月17日 - 1992年2月4日）は、スウェーデンのファッションモデル。初のスーパーモデルとして広く認識されている。 

## バイオグラフィー

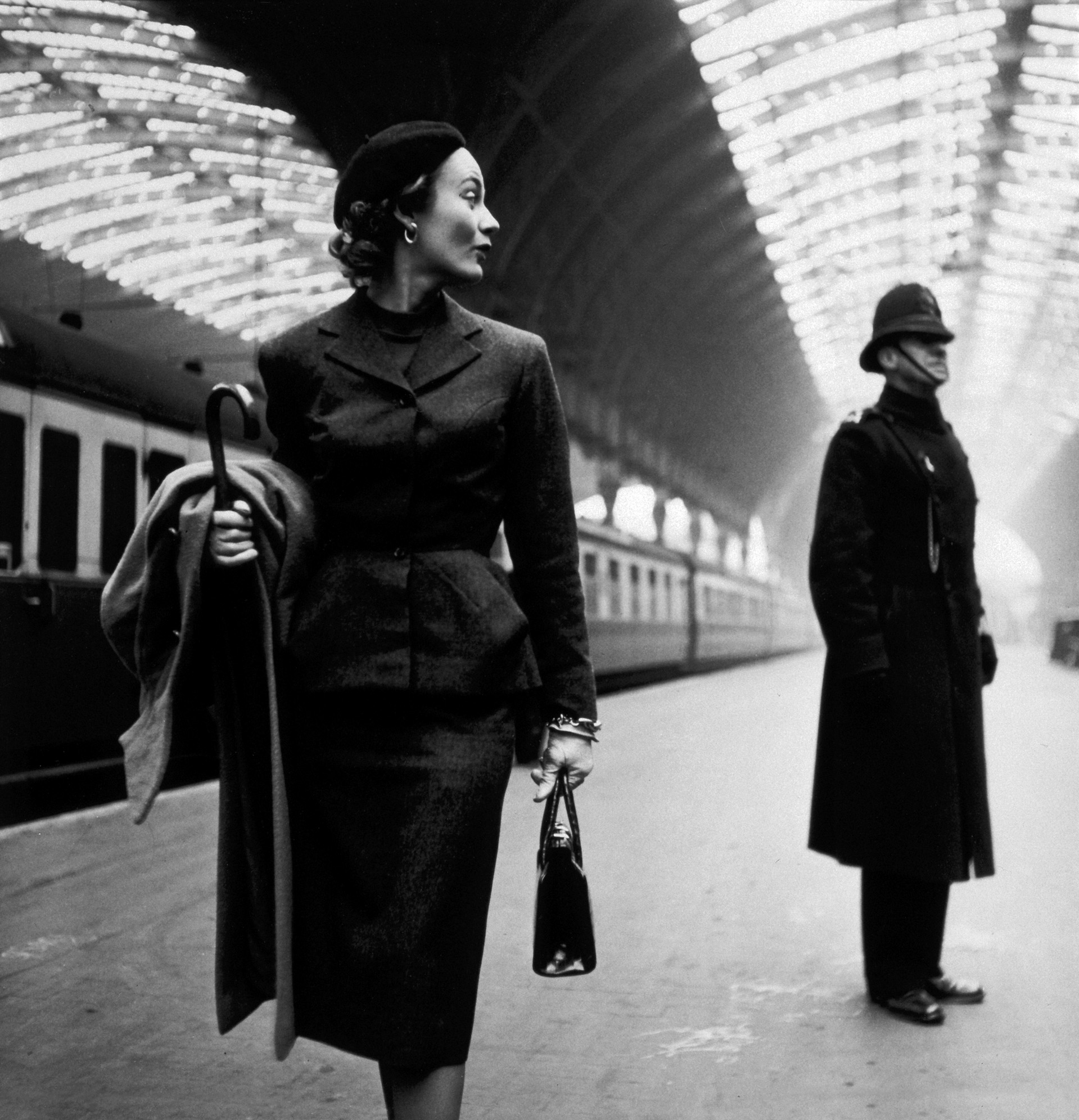
ロンドンパディントン駅のフォンサグリーヴス、1951年、 Toni Frissell作

リサ・フォンサグリーヴスは1911年5月17日にスウェーデンの ヨーテボリ もしくはウッデバラ で、リサ・ビルギッタ・バーンストーン(Lisa Birgitta Bernstone） として生まれ、ウッデバラで育つ。  
幼少期に、絵画 、 彫刻 、ダンスを始め、ベルリンのマリー・ウィグマンの学校に行き、芸術とダンスを学んだ。  
スウェーデンに帰国後、ダンス・スクールを開校。 
1933年、バレエのレッスンを受けるためスウェーデンからパリに行き、（振付家アストリッド・マルムボーグの国際コンクールに参加した後）、 フェルナンド・フォンサグリーヴスのもとでダンスの個人指導を受ける。この経験がその後のモデリングのキャリアにつながった。  
フォンサグリーヴスは自身のモデリングについて「まだ踊っているようなもの」と言っていた。  
1935年に、前述のパリの写真家フェルナンド・フォンサグリーヴスと結婚。その後1949年に離婚した。 
1936年、写真家のウィリー・メイウォルドは、パリにて、エレベーターで彼女を発見し、帽子のモデルになってくれるように依頼した。 その写真はヴォーグに送られ、ヴォーグの写真家ホルスト・P・ホルストが彼女のテスト写真を撮影した 。 
1939年7月、彼女はドイツの週刊誌「シュテルン」に登場し、1939年に渡米する前からすでにトップモデルとして活躍していた。 
彼女の写真は、Town & Country、ライフ、タイム、ヴォーグ、バニティ・フェアなど、1930年代、1940年代、1950年代に多くの雑誌の表紙に登場した。彼女は「ビジネスの中で最も高給取りで、最も賞賛された、ハイファッションモデル」として報告された。
1949年に、タイム誌の表紙を飾った史上初のモデルとなる。フォンサグリーヴスは、自身を「私はただの良い洋服掛け」と表現していた。
フォンサグリーヴスは、ジョージ・ホイニンゲン＝ヒューン 、 マン・レイ 、ホルスト・P・ホルスト、 アーウィン・ブルーメンフェルド 、 ジョージ・プラット・ラインス 、 リチャード・アヴェドン 、 エドガー・ド・エヴィアなどのファッション写真家たちと仕事をした。  
1950年に写真家アーヴィング・ペンと結婚した。  
50代の頃はロード・アンド・テイラーのレジャーウェアのコレクションをデザイン。 
1968年からは彫刻家として活動を開始し、マンハッタンのマールボロ・ギャラリーが代理人を務めた。 
1992年、80歳でニュー・ヨークにて肺炎により死去。 
家族は彼女の2人目の夫のアーヴィング・ペン。 
1941年生まれの娘のミア・フォンサグリーヴスは、ファッションとジュエリーのデザイナー兼彫刻家であり、不動産デザイナーでありアートコレクターであるシェルドン・ソローと結婚している。 
息子はデザイナーのトム・ペン

## エピソード
クリスティーズが2004年10月15日に開催したエルトン・ジョンの写真コレクションのオークションでは、1950年に撮影されたフォンサグリーヴスの写真が57,360ドルで落札された。 